# Pijlo
Pijlo (ukrainisch Пійло; russisch Пийло Pijlo, polnisch Pójło) ist ein Dorf im Norden der ukrainischen Oblast Iwano-Frankiwsk mit etwa 2100 Einwohnern (2001).

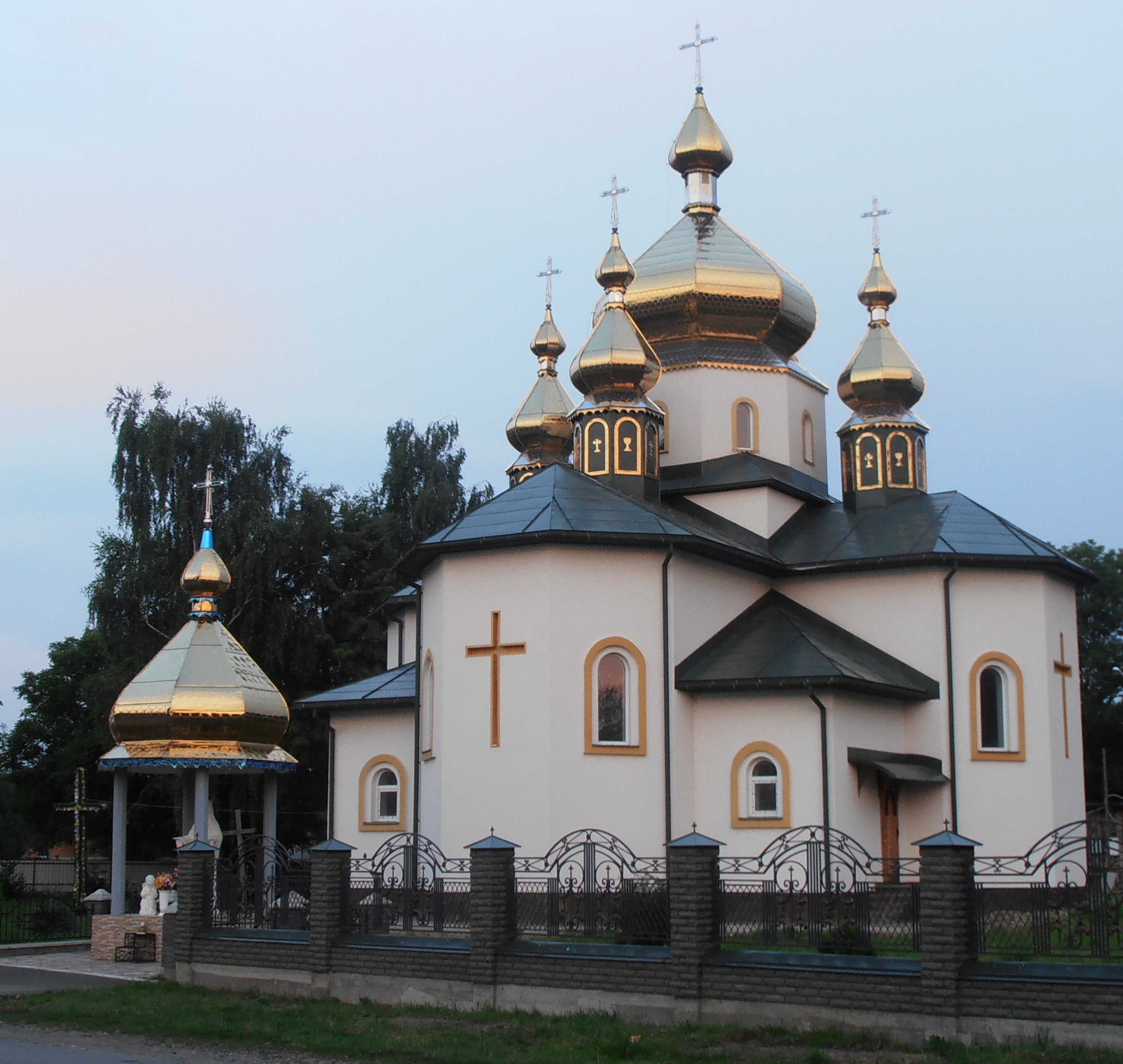
Griechisch-katholische Dorfkirche

Das erstmals 1454 schriftlich erwähnte Dorf liegt am Ufer der Tschetschwa (Чечва), einem 52 km langen, linken Nebenfluss der Limnyzja, 5 km westlich vom Rajonzentrum Kalusch und etwa 36 km nordwestlich vom Oblastzentrum Iwano-Frankiwsk. Durch das Dorf verläuft die Nationale Fernstraße N 10.
Am 12. Juni 2020 wurde das Dorf ein Teil der neu gegründeten Stadtgemeinde Kalusch im Rajon Kalusch, bis dahin bildete es zusammen mit dem Dorf Dowhe-Kaluske (Довге-Калуське) die gleichnamige Landratsgemeinde Pijlo (Пійлівська сільська рада/Pijliwska silska rada) im Nordwesten des Rajons.